# Тит Квинкций Цинцинат Капитолин
Вижте пояснителната страница за други личности с името Тит Квинкций Цинцинат Капитолин.
Тит Квинкций Цинцинат Капитолин (на латински: Titus Quinctius Cincinnatus Capitolinus) e политик на Римската република през 4 век пр.н.е.

## Биография
Произлиза от патрицииската фамилия Квинкции.
През 388 пр.н.е. и 384 пр.н.е. той е консулски военен трибун. През 384 пр.н.е. бившият консул Марк Манлий Капитолин е осъден на смърт за стремеж към царската власт над Рим и го хвърлят от Тарпейските скали.
През 385 пр.н.е. той е началник на конницата на диктатор Авъл Корнелий Кос и побеждават волските.
През 380 пр.н.е. за войната против Палестрина (Praeneste) Тит е избран за диктатор.